# Райнер, Эстелл
Эстелл Райнер (англ. Estelle Reiner; 5 июня 1914, Бронкс, Нью-Йорк — 25 октября 2008, Беверли-Хиллз, Калифорния) — американская актриса кино и телевидения и певица. Она была женой Карла Райнера и матерью Роба Райнера.

## Биография
Эстелл Лебост (настоящее имя актрисы) родилась 5 июня 1914 года в Бронксе (Нью-Йорк, США) в еврейской семье. Окончила старшую школу Джеймса Монро. Начала работать художником, и познакомилась со своим будущим мужем Карлом в горах Катскилл, где искала творческие решения для проектирования сценических комплексов в гостиничных шоу.
В середине 1960-х годов Райнер начала карьеру джаз-певицы кабаре и продолжала свои выступления до начала 2000-х годов, когда ей было уже почти 90 лет. В середине 1970-х Райнер начала брать уроки актёрского мастерства у известного режиссёра Ли Страсберга и преподавательницы Виолы Сполин — «Американской бабушки импровизации».
Райнер начала карьеру киноактрисы в 1980 году, когда ей было 66 лет, и за 10 лет появилась в пяти кинофильмах, одном телефильме и в двух эпизодах двух сериалов, а также в 1990 году исполнила одну песню в фильме «Братья-сёстры, соперники-соперницы».
В 2005 году фраза, сказанная персонажем Райнер, «Мне — то же, что и ей», в фильме «Когда Гарри встретил Салли» (1989) заняла 33-е место в списке «100 известных цитат из американских фильмов за 100 лет по версии AFI».
Эстелл Райнер скончалась 25 октября 2008 года от естественных причин в своём доме в Беверли-Хиллз (Калифорния). Похоронена на кладбище «Гора Синай».

### Личная жизнь
24 декабря 1943 года 29-летняя Эстелл Лебост вышла замуж за 21-летнего Карла Райнера, взяв его фамилию. Вскоре он стал очень известным комиком, актёром, режиссёром и сценаристом. Пара прожила в браке всю жизнь, почти 65 лет, до самой смерти Эстелл. От брака остались трое детей:
1. Роб, род. 1947. Стал очень известным актёром, сценаристом, режиссёром и продюсером.
2. Энни, род. 1949. Стала писательницей, драматургом и поэтессой.
3. Лукас[англ.], род. 1960. Стал художником и фотографом.

## Фильмография
- 1980 — Марафон / Marathon — мать Соланы (т/ф)
- 1980 — Толстяк[англ.] / Fatso — миссис Гудмен
- 1983 — Мозги набекрень / The Man with Two Brains — туристка в лифте[3]
- 1983 — Быть или не быть / To Be or Not to Be — Грюба
- 1988 — Удачное наследство[англ.] / Hot to Trot — миссис Голдблатт
- 1988 — Бэби-бум / Baby Boom — Анна Дубинская (в эпизоде Pilot)
- 1989 — Тридцать-с-чем-то / Thirtysomething — тётушка Куки (в эпизоде Be a Good Girl)
- 1989 — Когда Гарри встретил Салли / When Harry Met Sally… — посетительница закусочной «Деликатесы Каца»[4]
- 1990 — Братья-сёстры, соперники-соперницы / Sibling Rivalry — исполнение песни Just a Little Lovin'[3]